# Kühhübel
Der Kühhübel ist eine 511 m ü. NN hohe Erhebung vulkanischen Ursprungs nahe Neustadt am Kulm in Bayern.
Der Kühhübel liegt zwischen Neustadt am Kulm und Weha nahe dem Rauhen Kulm und dem Kleinen Kulm, die ebenfalls vulkanischen Ursprungs sind. Er besteht aus tertiärem Basaltgestein mit einer Ummantelung aus Tuff. Entstanden ist er aufgrund tiefer Risse in der Erdkruste, die sich im Zusammenhang mit der Auffaltung der Alpen bildeten.
Die natürliche Form des Kühhübels ist nicht mehr erhalten, da der Basalt größtenteils industriell zu Straßen- und Schienenbauzwecken abgebaut wurde. Der Steinbruch wurde um das Jahr 1860 eröffnet. Er ist mit Stand 2011 überwiegend von Nadelwald bewachsen und durch mehrere Wege erschlossen.